# Бердесио, Роберто
Роберто Гуардиа Бердесио (исп. Berdecio Roberto; 20 октября 1910, Сукре, Боливия — 1996, Ла-Пас) — боливийский живописец, художник-монументалист и график.

## Биография
Родился в семье известного дипломата, юриста и писателя. Детство провёл в Буэнос-Айресе, учился в местной Академии изящных искусств, позже обучался в Школе изящных искусств в Ла-Пасе и Мехико, где в 1934 году вступил в Лигу революционных писателей и художников.
В 1930-х годах работал в Нью-Йорке с Сикейросом, затем в 1934 году переехал в Мексику, где продолжил заниматься живописью. С 1936 года — член Экспериментальной мастерской живописной техники, основанной в Нью-Йорке Сикейросом. Дружил с муралистом Руфино Тамайо.
В 1938 году участвовал в выставке в Нью-Йорке с двумя фресками под названием «Портрет Нью-Йорка», на которых изобразил тиранию против рабочих. В 1940 году за работы, выполненные в Мексике получил грант от Фонда Гуггенхейма на обучение в Нью-Йорке. С 1948 года — член Мастерской народной графики в Мехико.
Внёс значительный вклад в движение политического и культурного живописного искусства в Мексике в 1950-х-1960-х годах.
Автор реалистических, посвящённых народным образам картин («Девушка чако»), рисунков («Дровосеки», 1948), фресок, портретов, литографий, офортов, известен также настенной живописью, гравировкой, гравюрами.
Выполнил монументальные росписи публичной библиотеке в Нью-Йорке (1938) и в Испанском центре в Калифорнии (1940).
Часть работ художника хранится в Салоне мексиканской пластики.